# Couche de sodium

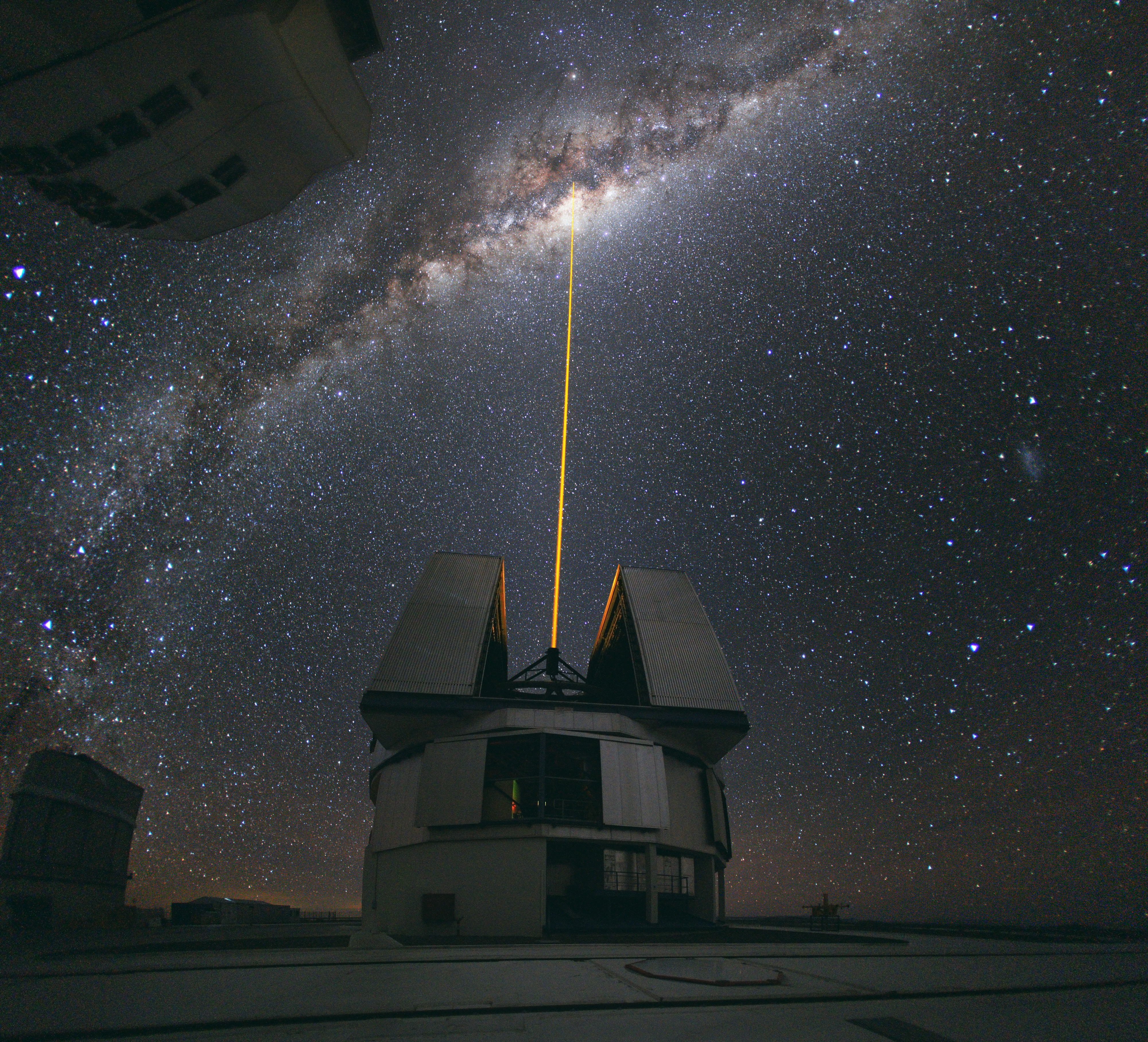
Création d'une étoile guide laser dans la couche de sodium.

La couche de sodium est une structure constituée de sodium atomique, localisée entre 80 et 105 kilomètres au sein de la mésosphère terrestre. En dessous de la couche, le sodium réagit pour donner principalement NaHCO3, au-dessus la formation de Na+ est favorisée. La source principale du sodium est supposée être l'ablation des météores dans l’atmosphère. Étudiée à partir du milieu des années 1930, elle permet la création d'étoiles guide laser.